# 하늘에서 음식이 내린다면 (시리즈)

영어 로고

하늘에서 음식이 내린다면은 컬럼비아 픽처스가 배급하고 소니 픽처스 애니메이션이 제작한 애니메이션 미디어 프랜차이즈이다.

## 영화
- 하늘에서 음식이 내린다면
- 하늘에서 음식이 내린다면 2

## 단편 영화
- Super Manny
- Earl Scouts
- Steve's First Bath
- Attack of the 50-Foot Gummi Bear

## 텔레비전 프로그램
- 하늘에서 음식이 내린다면

## 비디오 게임
- 하늘에서 음식이 내린다면